# 粵東人
粵東人，指居住在廣東省（簡稱粵）東部的人民。粵東通常是指潮州、汕头、揭阳、梅州、汕尾等地，多為潮汕人、客家人、閩南海陸豐人。
廣東省別稱粵，在臺灣日治時期為了稱呼和記錄的方便，都將祖籍廣東省東部的臺灣本島人記載為「粵籍」或者「粵東人」，而「粵籍」或者「粵東人」的語言稱之為粵東語。